# Don Benito (kommunhuvudort)
Don Benito är en kommunhuvudort i Spanien.   Den ligger i provinsen Provincia de Badajoz och regionen Extremadura, i den centrala delen av landet, 250 km sydväst om huvudstaden Madrid. Don Benito ligger 285 meter över havet och antalet invånare är 35 791.
Terrängen runt Don Benito är huvudsakligen platt, men söderut är den kuperad.Runt Don Benito är det ganska tätbefolkat, med 54 invånare per kvadratkilometer. Don Benito är det största samhället i trakten. Trakten runt Don Benito består till största delen av jordbruksmark.